# Ojo humano
En el ser humano, el ojo es un órgano que detecta la luz y es la base del sentido de la vista. Su función consiste básicamente en transformar la energía lumínica en señales eléctricas que son enviadas al cerebro a través del nervio óptico. Funciona de forma muy similar al de la mayoría de los vertebrados y algunos moluscos; posee una lente llamada cristalino, que es ajustable según la distancia; un diafragma, que se llama pupila, cuyo diámetro está regulado por el iris, y un tejido sensible a la luz, que es la retina. La luz penetra a través de la pupila, atraviesa el cristalino y se proyecta sobre la retina, donde se transforma, gracias a unas células llamadas fotorreceptoras, en impulsos nerviosos que se trasladan, a través del nervio óptico, al cerebro.
Su forma es aproximadamente esférica, mide 2,5 cm de diámetro y está lleno de un gel transparente llamado humor vítreo que rellena el espacio comprendido entre la retina y el cristalino.
En la porción anterior del ojo se encuentran dos pequeños espacios: la cámara anterior que está situada entre la córnea y el iris, y la cámara posterior que se ubica entre el iris y el cristalino. Estas cámaras están llenas de un líquido que se llama humor acuoso, cuyo nivel de presión (presión intraocular) es muy importante para el correcto funcionamiento del ojo.
Para que los rayos de luz que penetran en el ojo se puedan enfocar en la retina, se deben refractar. La cantidad de refracción requerida depende de la distancia del objeto al observador. Un objeto distante requerirá menos refracción que uno más cercano. La mayor parte de la refracción ocurre en la córnea, que tiene una curvatura fija. Otra parte de la refracción requerida se da en el cristalino. El cristalino puede cambiar de forma, aumentando o disminuyendo así su capacidad de refracción. Al envejecer, el ser humano va perdiendo esta capacidad de ajustar el enfoque, deficiencia conocida como presbicia o vista cansada.

## La evolución hacia el ojo humano
El tipo habitual de ojo entre los vertebrados se desarrolló en menos de 100 millones de años evolucionando desde un sencillo detector de luz para los ritmos circadianos (diarios) y estacionales, hace unos 600 millones de años, hasta un órgano muy refinado desde un punto de vista óptico y neurológico, hace 500 millones de años. Los hallazgos científicos de los últimos 150 años han refutado la teoría creacionista de la complejidad irreductible, en favor de la teoría de la evolución de Charles Darwin.

## Estructura
El órgano de la visión está compuesto por los párpados, los globos oculares, el aparato lagrimal y los músculos oculares externos. El globo ocular mide unos 25 mm de diámetro y se mantiene en su posición gracias a los músculos extraoculares. La visión binocular, con la participación de ambos ojos, permite apreciar las imágenes en tres dimensiones.
La pared del ojo está formada por tres capas:
- La capa externa, que incluye la esclerótica (espesa, resistente y de color blanco) y en la parte anterior la córnea transparente.
- La capa media, incluye coroides, que contiene abundantes vasos sanguíneos, y el tejido conjuntivo del cuerpo ciliar y el iris.
- La capa interna se llama retina, en la que se encuentran las células sensibles a la luz (los bastones y los conos), recubiertas por una lámina externa de células epiteliales cúbicas que contienen melanina. Externamente, la retina descansa sobre la coroides; internamente, está en contacto con el humor vítreo.

### Embriología
El ojo se forma por la fusión de varias estructuras que proceden de tejidos embrionarios distintos. La retina es un derivado del prosencéfalo (cerebro anterior) y por tanto forma parte del sistema nervioso central, mientras que la córnea y el cristalino proceden del ectodermo superficial.
Los primeros signos del futuro ojo se observan de forma muy temprana en el embrión, pues son visibles a finales de la tercera semana o principios de la cuarta, aproximadamente en el día 22. La retina se forma a partir de dos vesículas ópticas que nacen directamente de la porción anterior del cerebro primitivo, llamada prosencéfalo, al que está conectada mediante los tallos ópticos. Estas dos vesículas se van aproximando poco a poco a la superficie y sufren una invaginación en la parte anterior, pasando de ser esféricas a tener forma de copa, dando origen al cáliz óptico que tiene doble pared por el plegamiento sufrido. La pared interna que recubre el interior del cáliz óptico, dará lugar a la retina, mientras que la pared externa formará la lámina de células epiteliales ricas en melanina.
El ectodermo superficial que entra en contacto con la parte anterior del cáliz óptico sufre un espesamiento, formando la placa cristalina, que se invagina y da origen a la vesícula cristalina, la cual es el germen del futuro cristalino. A partir de la quinta semana del desarrollo, la vesícula cristalina pierde contacto con el ectodermo superficial y se dispone cubriendo el orificio del cáliz óptico. Cuando la vesícula cristalina se separa, esta misma zona del ectodermo se espesa de nuevo, para formar la córnea.

### Polo anterior

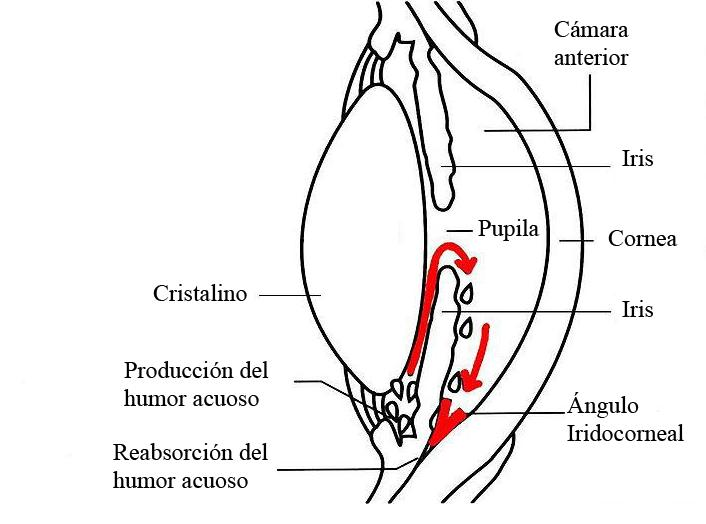
Esquema del flujo del humor acuoso en el polo anterior del ojo

La parte anterior del globo ocular está cubierta por la córnea, una estructura transparente y resistente que carece de vasos sanguíneos.
Alrededor de la córnea está la conjuntiva. Por detrás de la córnea se halla la cámara anterior, limitada por el iris y la pupila. Detrás del iris y la pupila se encuentra la cámara posterior, el cuerpo ciliar y el cristalino.
La cámara anterior y la cámara posterior son dos pequeños espacios separados por el iris y conectados por la pupila que están llenos de un líquido transparente, el humor acuoso. El humor acuoso humedece el cristalino, garantiza su nutrición y contribuye a mantener la forma de la porción anterior del ojo.
El iris está formado por dos músculos que controlan la dilatación y la contracción de la pupila. El color del iris depende de la transparencia del estoma y de la cantidad de pigmento que contiene. Cuando el pigmento es escaso, los ojos son azules, mientras que cuando hay una cantidad mayor se aprecian matices verdes o castaños.
El cristalino es la lente del ojo, está sostenido por unas fibras conjuntivas muy finas llamadas ligamento suspensorio del cristalino que a su vez se unen al músculo ciliar. El cristalino se forma a lo largo de la tercera o cuarta semana de embarazo. Es blando y elástico en los niños, pero se endurece con el paso de los años.

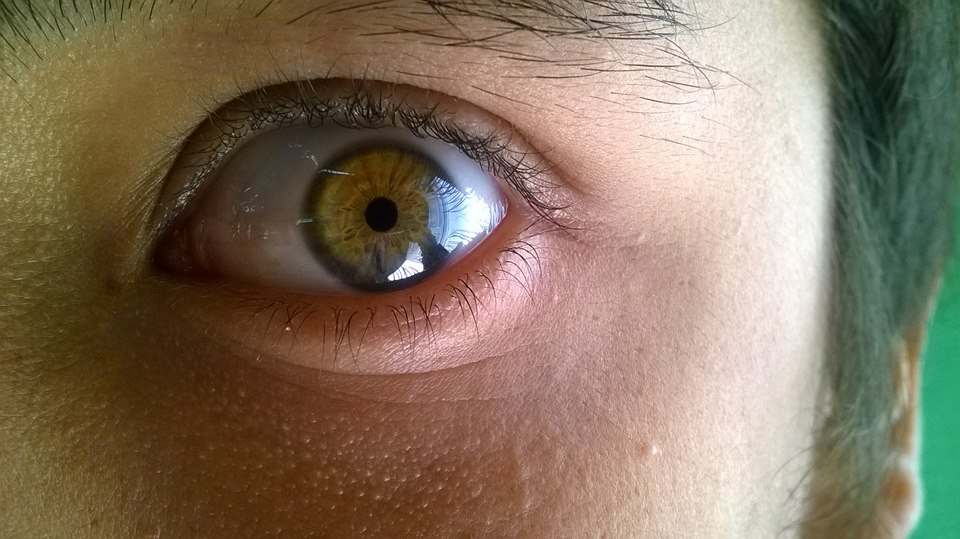
Cuando el pigmento es escaso, los ojos son de color azulado; si hay mayor cantidad se aprecian matices verdosos o castaños

El cuerpo ciliar se extiende entre la ora serrata y el iris, y es responsable de la producción del humor acuoso y del cambio de forma del cristalino necesario para lograr la correcta acomodación (enfoque). Está formado por dos estructuras, el músculo ciliar y los procesos ciliares.

### Humor vítreo y retina
Detrás del cristalino se encuentra el humor vítreo. El humor vítreo es un gel transparente que ocupa la mayor parte del interior del ojo y contribuye a que este mantenga su forma. Está en contacto directo con la retina, que es la túnica más interna del ojo. La retina es sensible a los estímulos luminosos y está conectada con el cerebro mediante las fibras del nervio óptico.
En la retina se pueden diferenciar varias partes, la más importante es la mácula, que es la zona con mayor agudeza visual. En el centro de la mácula se encuentra la fóvea que es un área muy pequeña, formando una depresión, extremadamente sensible a la luz. La fóvea es el área de la retina donde se enfocan los rayos luminosos y se encuentra especialmente capacitada para la visión aguda y detallada. Cualquier daño en la fóvea tiene importantes consecuencias en la capacidad visual.
Otra zona importante es la papila óptica que es el lugar por donde sale de la retina el nervio óptico. En la papila no existen células sensibles a la luz por lo que se conoce también como punto ciego.
La ora serrata es la porción más anterior y periférica de la retina, por la que ésta entra en contacto con el cuerpo ciliar.

## Funcionamiento del ojo

Dilatación de la pupila

El ojo recibe los estímulos luminosos procedentes del entorno. La luz atraviesa los medios transparentes y la lente del ojo, formando una imagen invertida sobre la retina. En la retina, células especializadas transforman la imagen en impulsos nerviosos. Estos llegan a través del nervio óptico hasta la región posterior del cerebro. El cerebro interpreta las señales mediante un complejo mecanismo en el que intervienen millones de neuronas.

### Pupila e iris
El iris es un diafragma circular que regula la cantidad de luz que ingresa en el ojo, mediante el músculo constrictor del iris o músculo esfínter de la pupila y el músculo dilatador de la pupila o radial. Presenta un orificio central de unos 3 mm de diámetro, la pupila. Ésta se adapta a la intensidad de la luz. Si la luz es intensa, la pupila se contrae (miosis), si la luz es escasa, la pupila se dilata (midriasis).
La constricción del iris es involuntaria y está controlada de forma automática por el sistema nervioso parasimpático, la dilatación también es involuntaria, pero depende del sistema nervioso simpático.

### Córnea y cristalino
La córnea es la estructura hemisférica y transparente localizada en la parte anterior del ojo que permite el paso de la luz y protege al iris. El cristalino está detrás de la córnea, tiene forma biconvexa y funciona como la lente u objetivo del ojo. Cuando un rayo de luz pasa de una sustancia transparente a otra, su trayectoria se desvía: este fenómeno se conoce con el nombre de refracción. La luz se refracta en la córnea y el cristalino y se proyecta sobre la retina.

### Acomodación

Proceso de acomodación mediante el cual la luz procedente de un objeto distante y de un objeto cercano se enfocan sobre la retina

Los rayos de luz que penetran en el ojo deben enfocarse exactamente sobre la retina para que la imagen obtenida sea nítida. Ello requiere un ajuste que ocurre de forma muy similar tanto en el ojo humano como en el resto de los animales vertebrados.
El proceso mediante el cual los rayos luminosos procedentes tanto de objetos cercanos como lejanos se enfocan con exactitud sobre la retina se llama acomodación.
El mecanismo de la acomodación exige la contracción del músculo ciliar que está unido al cristalino mediante el ligamento suspensorio.
Si el músculo ciliar se contrae, el cristalino se hace más esférico y aumenta su poder de refracción, lo cual permite enfocar la luz procedente de objetos cercanos.
Cuando el músculo ciliar se relaja, el cristalino se hace menos esférico, disminuye su poder de refracción, lo cual nos permite ver con nitidez objetos lejanos.

### Retina
En la retina están las células visuales, por lo que se la puede comparar a una película fotosensible. Estas células son capaces de captar la luz visible que es solo una pequeña parte del espectro electromagnético, la comprendida entre los 400 nanómetros de la luz violeta y los 750 nanómetros de la luz roja.
La luz que incide en la retina desencadena una serie de fenómenos químicos y eléctricos que finalmente se traducen en impulsos nerviosos que son enviados hacia el cerebro por el nervio óptico.

### Conos y bastones
Las células sensoriales de la retina reaccionan de forma distinta a la luz y los colores. Los bastones se activan en la oscuridad, y solo permiten distinguir el negro, el blanco y los distintos grises. Los conos, hacen posible la visión de los colores.
En el ojo humano hay tres tipos de conos, sensibles a luz de color rojo, verde, y azul. Cada uno de ellos absorbe la radiación de una determinada porción del espectro gracias a que poseen unos pigmentos llamados opsinas.
Las opsinas son unas moléculas que están formadas por una proteína y un derivado de la vitamina A. La eritropsina tiene mayor sensibilidad para las longitudes de onda largas de alrededor de 560 nm (luz roja), la cloropsina para longitudes de onda medias de unos 530 nm (luz verde) y por último la cianopsina con mayor sensibilidad para las longitudes de onda pequeñas de unos 430 nm (luz azul).
Mediante las diferentes intensidades de las señales producidas por los tres tipos de conos, podemos distinguir todos los colores que forman el espectro de luz visible.
Los conos están concentrados en el centro de la retina, mientras que los bastones abundan más en la periferia de la misma. Cada cono está conectado individualmente con el centro visual del cerebro, lo que en la práctica permite distinguir a una distancia de 10 metros dos puntos luminosos separados por solo un milímetro. Cada ojo humano dispone de 7 millones de conos y 125 millones de bastones.

### Musculatura extrínseca

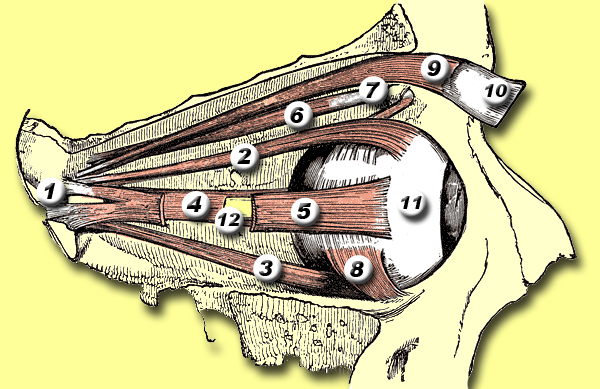
Vista lateral del ojo con su musculatura extrínseca:
1= Anillo de Zinn, 2= Músculo recto superior, 3= Músculo recto inferior, 4= Músculo recto interno, 5= Músculo recto externo, 6= Músculo oblicuo superior del ojo, 7= Polea de reflexión del oblicuo mayor, 8= Músculo oblicuo inferior del ojo, 9= Músculo elevador del párpado, 10= Párpado, 11= Globo ocular, 12= Nervio óptico

La musculatura extrínseca está formada por seis músculos que se insertan por una parte en la órbita y del otro lado en la capa más externa del ojo, la esclerótica. Estos músculos son los que permiten mover el ojo en cualquier dirección sin necesidad de cambiar la posición de la cabeza, tal como ocurre por ejemplo cuando seguimos con la vista un objeto en movimiento.

### Vías visuales
Los nervios ópticos de ambos ojos se entrecruzan antes de entrar en el encéfalo, formando el quiasma óptico. Luego se prolongan por las cintillas ópticas hacia la zona media del cerebro. Finalmente estos impulsos alcanzan los centros visuales de los lóbulos occipitales.
Cuando los impulsos nerviosos llegan a los lóbulos occipitales del cerebro, la información debe ser procesada. El cerebro procesa la información visual de forma particular.
Los diferentes aspectos de una imagen son decodificados por diferentes partes del mismo.
La forma de un objeto es procesada por una vía, mientras el color y el movimiento lo son por otras vías diferentes. De esta forma, el daño de una zona concreta del cerebro, puede producir ciertas manifestaciones características, como ocurre en la agnosia (imposibilidad de nombrar y reconocer un objeto común) que se produce cuando se lesiona un área específica de asociación visual que se encuentra en el hemisferio cerebral izquierdo.

## Órbita

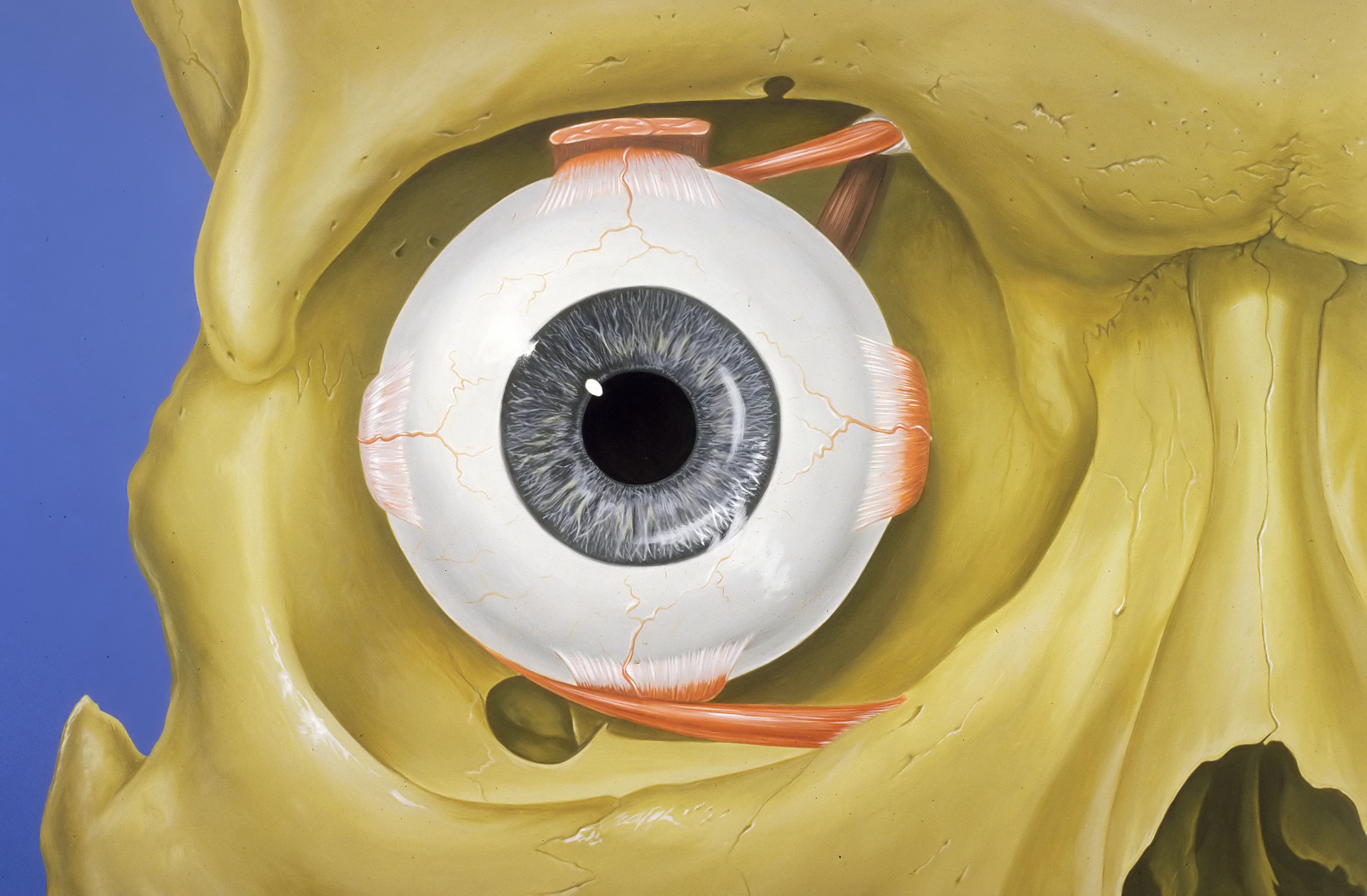
Órbita derecha. Puede observarse el ojo y su musculatura extraocular

Las órbitas son dos cavidades óseas, simétricas y profundas con forma de pirámide cuyo vértice apunta hacia atrás, tienen la función de proteger al ojo. Están situadas a ambos lados de la nariz, en el límite del cráneo con la cara. Constan de cuatro paredes: superior, inferior, interna y externa y un vértice donde se encuentra el agujero óptico que es la principal comunicación de la órbita con el interior del cráneo.
Dentro de la órbita se encuentra el ojo y una serie de estructuras anexas que son imprescindibles para el funcionamiento adecuado de este órgano. A continuación se enumeran:
- Los músculos extraoculares o musculatura extrínseca. Es un conjunto de 6 músculos que tienen la finalidad de mover el ojo en cualquier dirección, como ocurre cuando seguimos con la vista un objeto en movimiento.
- El músculo elevador del párpado superior que moviliza el párpado.
- La glándula lagrimal que produce las lágrimas para lubricar el ojo.
- El nervio óptico que transmite la información desde el ojo hasta el cerebro.
- La arteria oftálmica y sus ramas que suministran riego sanguíneo al ojo y anexos.
- La vena oftálmica por las que retorna la sangre hacia el corazón.
- Los diferentes nervios que controlan la movilidad del ojo y otras funciones, como el nervio motor ocular común (III par craneal), nervio motor ocular externo (VI par craneal) y el nervio patético (IV par craneal).
- Ligamento suspensorio del globo ocular que une el ojo a la órbita para fijar su posición.
- Grasa periorbitaria, tejido conjuntivo y fascias que forman una envoltura protectora de todo el conjunto.[5]

## Examen del ojo

Test de Snellen, creado originalmente en 1862 por Herman Snellen

Las razones más comunes de consulta con relación al ojo son: pérdida de agudeza visual, dolor, cuerpo extraño, cefalea, irritación del ojo (ojo rojo), otros síntomas variables (secreciones, ardor, prurito, fotofobia, etc.) y trastornos anatómicos.

### Examen funcional
Incluye el estudio de la agudeza visual, la capacidad para distinguir colores, el sentido luminoso, es decir la medida de la intensidad de luz necesaria para distinguir un objeto y el estudio del campo visual que se realiza mediante una prueba llamada campimetría.
Para explorar la agudeza visual, el paciente debe leer varias filas de letras de tamaño decreciente (test de Snellen). Si la visión es normal, se pueden leer todas las filas a una distancia de 6 metros.
Para corregir el déficit de visión se pueden utilizar cristales de distinto tipo: cóncavos y convexos. Los cristales cóncavos, corrigen la miopía y los convexos se utilizan para la presbicia y la hipermetropía.
Para examinar la visión cromática o visión de colores, el médico presenta al paciente varias láminas con un dibujo en color sobre un fondo de otro color. Si se distinguen con normalidad todos los colores, se pueden apreciar los dibujos que hay sobre el fondo. La acromatopsia total impide distinguir cualquier color: la visión es exclusivamente en blanco y negro. Es más frecuente la acromatopsia parcial como ocurre en el daltonismo.

### Examen externo
Incluye una inspección general de la cara, los párpados, observando su aspecto y posición, la región lagrimal, la superficie interna de los párpados (conjuntiva palpebral), eversión de los párpados en busca de cuerpos extraños allí alojados. También el examen de la movilidad ocular y los reflejos pupilares, como el reflejo fotomotor que consiste en el cierre inmediato de la pupila tras iluminar el ojo con una luz directa.

### Examen del polo anterior
Mediante diferentes dispositivos de iluminación y una lente de aumento, se visualizan en detalle las estructuras de la porción anterior del ojo, es decir la conjuntiva, la córnea, el humor acuoso, el iris, el cristalino y la pupila.

### Fondo de ojo

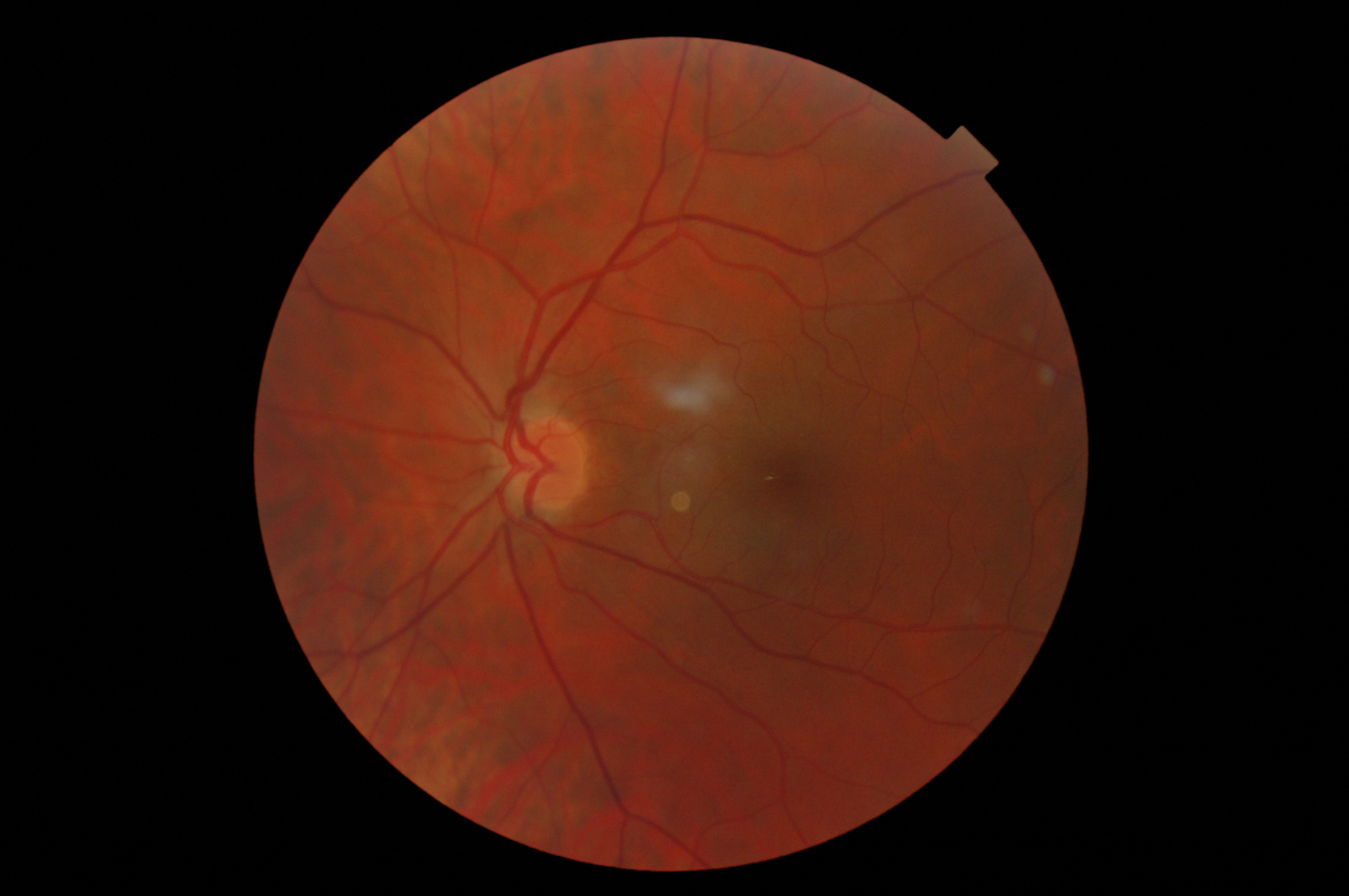
Imagen de fondo de ojo obtenida a través de un oftalmoscopio

Para explorar el fondo de ojo, el médico se sirve de un oftalmoscopio e instila en el ojo una sustancia que dilata las pupilas. De esta forma puede observar las porciones internas del órgano, la retina y sus vasos sanguíneos, la papila óptica, la coroides y el humor vítreo, así como detectar diversas enfermedades, como un desprendimiento de retina o signos de hipertensión arterial o diabetes que a veces se reflejan en la retina.
En este examen pueden visualizarse múltiples anomalías, algunas de las más usuales son las hemorragias en la retina y la presencia de exudados de diferentes tipos. Muchas enfermedades no oculares dan manifestaciones características que son detectables mediante esta exploración.

### Otros exámenes
| - Angiografía con fluoresceina - Electrooculograma - Electrorretinografía - Grilla de Amsler | - Lámpara de hendidura - Potenciales Evocados Visuales - Tonometría |

## Principales defectos y enfermedades del ojo

### Ceguera
Se llama ceguera a una pérdida total o muy severa de la capacidad visual. Una persona ciega es incapaz de percibir la forma de los objetos, aunque puede conservar una mínima función que le permita distinguir entre luz y oscuridad.

El concepto de ceguera legal es distinto al anterior, pues se utiliza para diferentes cuestiones legales relacionadas con indemnizaciones, prestaciones sociales o afiliación a organizaciones de ciegos. La ceguera legal no tiene una definición única, pues depende de la legislación de cada país. En los países occidentales, generalmente se considera legalmente ciego a aquel individuo que tiene una agudeza visual menor de 0,1 (1 es la normalidad) o un campo visual muy disminuido, inferior a 10 grados.
Por lo tanto, contrariamente a lo que muchos creen, una persona con ceguera legal puede conservar un resto visual que le permita realizar algunas actividades de la vida diaria sin necesidad de ayuda.
Según los datos de la OMS, en el mundo existen 45 millones de personas ciegas, la mayoría de las cuales viven en países en vías de desarrollo. A nivel mundial las principales causas son: catarata (48 %), glaucoma (12 %), degeneración macular asociada a la edad (9 %), opacidades de la córnea (5 %), retinopatía diabética (5 %), diferentes trastornos agrupados como ceguera en la infancia (3,9 %) y tracoma (3,6 %). Muchas de estas enfermedades son perfectamente tratables, por lo que en los países desarrollados las causas principales son: Retinopatía diabética, degeneración macular asociada a la edad, glaucoma y accidentes.

### Miopía

Miopía y su corrección con una lente divergente

La miopía es un defecto del ojo en el que el punto focal se forma delante de la retina, en lugar de en la misma retina como sería normal.
Esta anomalía ocasiona dificultad para ver de lejos. El sujeto verá mal todo aquel objeto situado a partir de una cierta distancia.
La causa más frecuente de miopía es un aumento en el diámetro anteroposterior del globo ocular. También puede ser debida a un aumento de la capacidad de refracción del cristalino o al aumento en la curvatura de la córnea como ocurre en el queratocono. Se trata mediante el uso de gafas correctoras, lentillas, con una intervención quirúrgica con láser (LASIK, PRK) o con la colocación de lentes intraoculares.

### Hipermetropía

Hipermetropía y su corrección con una lente convergente

La hipermetropía es un defecto del ojo, en el cual los rayos de luz que inciden en el mismo procedentes del infinito, forman el foco en un punto situado detrás de la retina. Se trata por lo tanto de un defecto refractivo inverso al de la miopía.
A diferencia de la miopía no es progresiva y tampoco suele producir complicaciones. Los niños afectados de hipermetropía no suelen presentar déficit de agudeza visual, sino dolor de cabeza o cansancio relacionados con el esfuerzo continuado de acomodación que debe realizar el músculo ciliar para lograr un correcto enfoque. En los adultos suele existir déficit de visión cercana y con el paso de los años se puede afectar la lejana. Se trata mediante el uso de gafas correctoras.

### Astigmatismo
Es un defecto de refracción que se produce debido a que existe diferente capacidad de refracción entre dos meridianos oculares y en consecuencia los objetos se ven desenfocados. Generalmente está originado por una curvatura irregular en la zona anterior de la córnea, de tal forma que la refracción del meridiano vertical es diferente a la del horizontal. Se trata mediante la utilización de gafas con lentes correctoras.

### Presbicia
La presbicia también llamada vista cansada, comienza alrededor de los 40 años y alcanza su máxima evolución después de los 60. Consiste en la pérdida progresiva y gradual de la elasticidad del cristalino que se manifiesta por dificultad para ver con claridad los objetos cercanos. Una persona con presbicia necesita alejar un texto más de 33 cm de los ojos para poder leer. A esa distancia muchos caracteres no se distinguen con claridad.
Para garantizar una buena visión de los objetos cercanos, el cristalino debe cambiar de forma y hacerse más esférico para aumentar su poder de refracción. Cuando ya no puede hacerlo, la visión cercana se hace borrosa. Sin embargo, la visión de lejos sigue siendo buena.
Puede corregirse con el uso de lentes oftálmicas, que realizan el trabajo de convergencia de las imágenes tal como lo hacían antes los ojos.
Cuando existe otro problema de visión añadido, como la miopía, pueden utilizarse lentes bifocales o multifocales que permiten ver de manera correcta a diferentes distancias, por ejemplo, para ver bien un monitor y un texto que está más próximo.

### Daltonismo
El daltonismo es un defecto del ojo, la  persona que lo padece, presenta dificultad para distinguir el rojo y el verde, aunque hay casos en que también es difícil diferenciar otros colores. Cuando el defecto consiste en la imposibilidad de distinguir todos los colores, no es daltonismo, sino otro trastorno más grave que se llama acromatopsia.
El daltonismo es mucho más corriente en el varón que en la mujer y es hereditario. No suele causar otros trastornos, aunque constituye un problema en algunas profesiones que exigen una correcta visión de los colores.

### Catarata

Puede observarse una catarata que se caracteriza por la pérdida de transparencia del cristalino

La catarata es una opacidad del cristalino (la lente del ojo) que pierde su transparencia habitual. Como consecuencia la luz penetra con dificultad en el ojo, lo cual ocasiona pérdida de visión progresiva, que puede llegar a ser total, si no se realiza el tratamiento adecuado. Este consiste en una intervención quirúrgica mediante la cual se extirpa el cristalino y se coloca en su lugar una lente intraocular.
La catarata es generalmente degenerativa y aparece muy frecuentemente en personas de más de 50 años, aunque existen formas más raras que son congénitas (presentes en el nacimiento), algunas de las cuales se deben a que la madre sufrió una rubéola durante el embarazo, en este caso se denomina catarata rubeólica.
Según los datos de la Organización Mundial de la Salud, la catarata es la responsable del 48 % de los casos de ceguera en todo el mundo, lo cual supone 18 millones de personas.

### Conjuntivitis

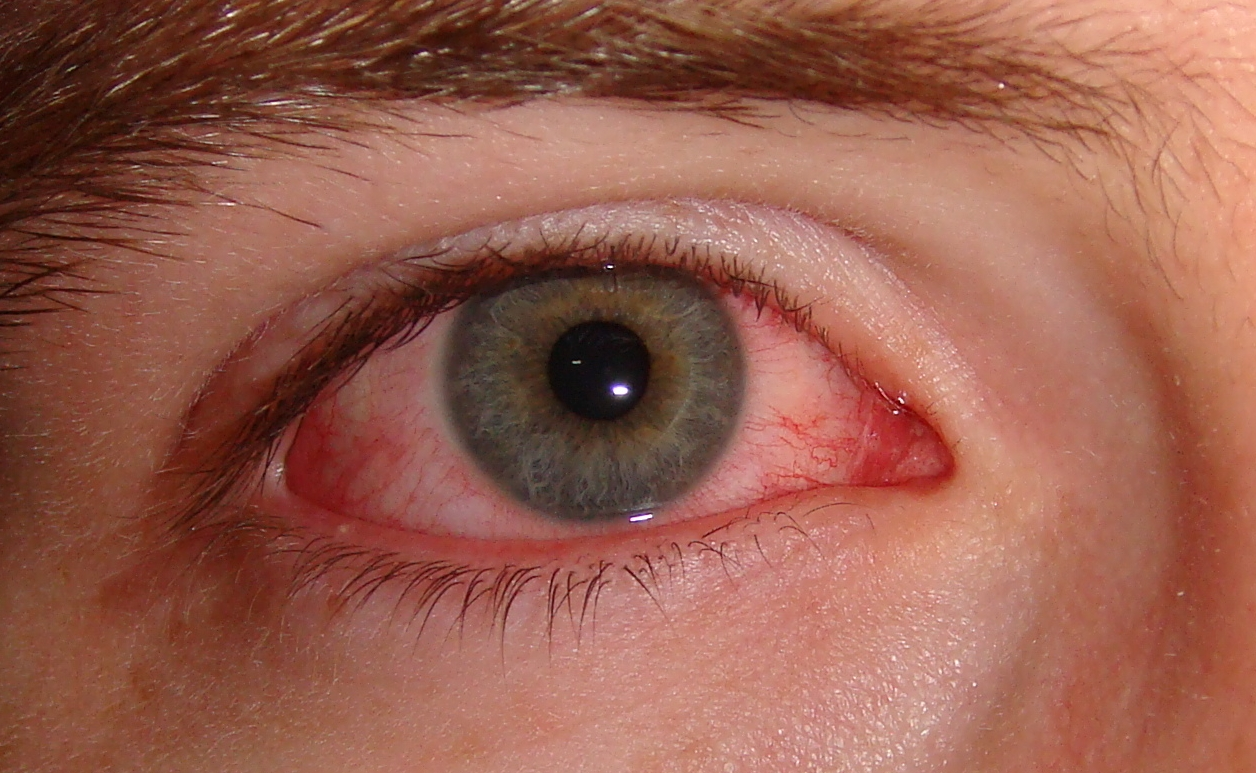
Conjuntivitis

Conjuntivitis es la inflamación de la conjuntiva (membrana mucosa que recubre el interior de los párpados de los vertebrados y se extiende a la parte anterior del ojo). Puede estar originada por muchas causas, entre las cuales la más frecuente es la infecciosa; pueden estar involucrados diferentes virus y bacterias. También existen conjuntivitis de origen alérgico, tóxicas por sustancias irritantes y actínicas por exposición a la luz o radiación ultravioleta.
Todos los casos presentan unas manifestaciones comunes: enrojecimiento, fotofobia y lagrimeo. Sin embargo otros síntomas dependen de la causa, secreciones matutinas en las bacterianas, ganglios aumentados de tamaño en las víricas, prurito estacional en las alérgicas, etc. La duración del cuadro es variable según el origen.
En general se trata de procesos benignos, aunque algunas formas pueden conducir a complicaciones como la queratitis (inflamación de la córnea) que a veces son graves.

### Glaucoma
El glaucoma es una enfermedad ocular causada por la elevación de la presión intraocular del ojo. La presión intraocular está determinada por el equilibrio entre la producción y reabsorción del humor acuoso. Si el canal por donde se drena el humor acuoso se obstruye, el líquido no se elimina y la presión intraocular aumenta en exceso. Es una afección que puede ser grave y provoca pérdida de la visión. Hay muchos medicamentos contraindicados cuando se padece glaucoma.